# Баллинспитл

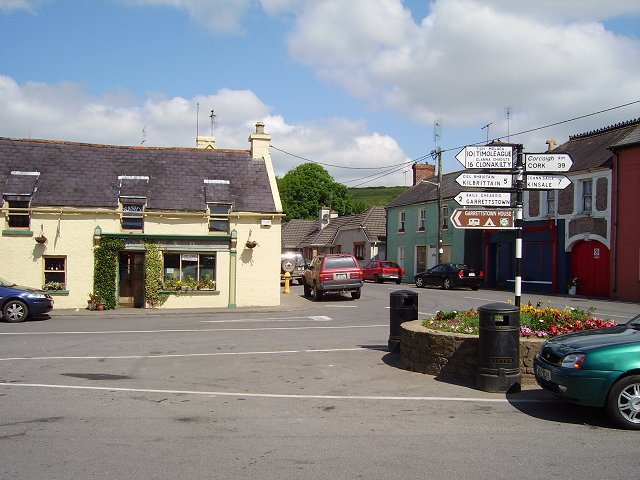

Баллинспитл (англ. Ballinspittle; ирл. Béal Átha an Spidéil) — деревня в Ирландии, находится в графстве Корк (провинция Манстер).
Летом 1985 года город стал местом паломничества после того, как местные жители стали утверждать, что расположенная в городе статуя Девы Марии стала сама двигаться. Факт никогда не был научно подтверждён.